# Југославија на Европском првенству у атлетици у дворани 1976.
Југославија је  учествовала  на 7. Европском првенству у дворани 1976. одржаном 8. и 9. мартау Атлетском делу олимпијске хале у Минхену (Западна Немачка).Репрезентацију Југославије у њеном  7 учешћу европским првенствима у дворани представљало је четворо спортиста (3 мушкараца и 1 жена) који су се такмичили  у 4 дисциплинае (3 мушке и 1 женска).
На првенству у Минхену Југославија је освојила две медаље  (1. сребрнu и 1 бронзану).
Према броју освојених медаља Југославија је са две медаље 1 сребрном и 1.бронзаном делила 11. место са Белгијом и Мађарском. Медаље је освајало 16 земаља, од 24 које су учествовале.
У табели успешности према броју и пласману такмичара који су учествовали у финалним такмичењима (првих 8 такмичара) Југославија је са две освојене медаље учесника у финалу и 13 освојених бодова делила 11. место, од 15 земаља које су имале представнике у финалу.
| Пл. | Земља       | 1. место | 2. место | 3. место | 4. место | 5. место | 6. место | 7. место | 8. место | Бр. фин. Бод. |
| --- | ----------- | -------- | -------- | -------- | -------- | -------- | -------- | -------- | -------- | ------------- |
| 16. | Југославија | −        | 1 − 7    | 1 − 6    | −        | −        | −        | −        | −        | 2 − 13        |

## Учесници
| Бр. | Дисциплина   | Мушкарци                                 | Жене                                  | Укупно |
| --- | ------------ | ---------------------------------------- | ------------------------------------- | ------ |
| 1.  | 400 м        | Јосип Алебић, АСК Сплит, Сплит           | Јелица Павличић, АК Славонија, Осијек | 2      |
| 2.  | 800 м        | Милован Савић, АК Црвена звезда, Београд |                                       | 1      |
| 3.  | 60 м препоне | Драган Стојичевић                        |                                       | 1      |
|     | Укупно (4)   | 3                                        | 1                                     | 4      |

## Освајачи медаља
- , Сребро

1. Јелица Павличић — 400 метара
- , Бронза

1. Милован Савић — 800 метара

## Резултати
Комплетни резултати ЕПд 1976. на сајту maik-richter

### Мушкарци
| Атлетичар         | Дисциплина   | Лични рекорд | Квалификације | Квалификације | Полуфинале           | Полуфинале           | Финале               | Финале               | Детаљи |
| Атлетичар         | Дисциплина   | Лични рекорд | Резултат      | Место         | Резултат             | Место                | Резултат             | Место                | Детаљи |
| ----------------- | ------------ | ------------ | ------------- | ------------- | -------------------- | -------------------- | -------------------- | -------------------- | ------ |
| Јосип Алебић      | 400 м        |              | 48,23         | 1. у гр. 3 КВ | 49,31                | 4. у пф. 2           | Није се квалификовао | Није се квалификовао |        |
| Милован Савић     | 800 м        |              | 1:50,0        | 3. у гр. 2 КВ |                      |                      | 1:49,9               |                      |        |
| Драган Стојичевић | 60 м препоне |              | 8,14          | 5. у гр. 4    | Није се квалификовао | Није се квалификовао | Није се квалификовао | Није се квалификовао |        |

### Жене
| Атлетичарка     | Дисциплина | Лични рекорд | Квалификације | Квалификације | Полуфинале | Полуфинале    | Финале    | Финале | Детаљи |
| Атлетичарка     | Дисциплина | Лични рекорд | Резултат      | Место         | Резултат   | Место         | Резултат  | Место  | Детаљи |
| --------------- | ---------- | ------------ | ------------- | ------------- | ---------- | ------------- | --------- | ------ | ------ |
| Јелица Павличић | 400 м      |              | 54,44         | 1. у гр. 2 КВ | 53,31      | 1. у пф. 1 КВ | 52,47 НРд |        |        |

## Биланс медаља Југославије после 7. Европског првенства у дворани 1970—1976.
|    | Земља  |   |   |   |   | УП  |
| 1. | 1970.  | 0 | 0 | 1 | 1 | =12 |
| 2. | 1971.  | 0 | 0 | 0 | 0 | =16 |
| 3. | 1972.  | 0 | 0 | 0 | 0 | =19 |
| 4. | 1973.  | 1 | 0 | 0 | 1 | =9  |
| 5. | 1974.  | 2 | 0 | 0 | 2 | =5  |
| 6. | 1975.  | 0 | 1 | 0 | 1 | =11 |
| 7. | 1976.  | 0 | 1 | 1 | 2 | =11 |
| 7  | Укупно | 3 | 2 | 2 | 7 | 11  |
| -- | ------ | - | - | - | - | --- |

|    | Атлетичар/ка    |   |   |   |   |
| 1. | Лучано Сушањ    | 2 | 0 | 0 | 2 |
| 2. | Јелица Павличић | 1 | 1 | 0 | 2 |
| -- | --------------- | - | - | - | - |

## Југословенски освајачи медаља  после  7. Европског првенства у дворани 1970—1976.
|    | Атлетичар/ка    | м | ж | ЕП       | Дисциплина |   |   |   |   |
| -- | --------------- | - | - | -------- | ---------- | - | - | - | - |
| 1. | Јоже Међимурец  | м |   | 1970.    | 800 м      |   |   |   | 1 |
| 2. | Лучано Сушањ    | м |   | 1973.    | 400 м      |   |   |   | 1 |
| 3. | Лучано Сушањ    | м |   | 1974.    | 800 м      |   |   |   |   |
| 4. | Јелица Павличић |   | ж | 1974.    | 400 м      |   |   |   | 2 |
| 5. | Јосип Алебић    | м |   | 1975.    | 400 м      |   |   |   | 1 |
| 6. | Јелица Павличић |   | ж | 1976.    | 400 м      |   |   |   |   |
| 7. | Милован Савић   | м |   | 1976.    | 800 м      |   |   |   | 2 |
|    | Укупно          | 5 | 2 | 1970—76. |            | 3 | 2 | 2 | 7 |